# Ḱoyliya
Ḱoyliya (en macédonien Ќојлија) est un village du nord de la Macédoine du Nord, situé dans la municipalité de Petrovets. Le village comptait 15 habitants en 2002. Il est majoritairement bosniaque, avec une forte minorité albanaise.

## Démographie
Lors du recensement de 2002, le village comptait :
- Bosniaques : 215
- Albanais : 179
- Macédoniens : 2
- Roms : 1
- Autres : 3